# Дронжно (Куявсько-Поморське воєводство)
Дронжно (пол. Drążno) — село в Польщі, у гміні Мроча Накельського повіту Куявсько-Поморського воєводства.
Населення — 341 особа (2011).
У 1975-1998 роках село належало до Бидгощського воєводства.

## Демографія
Демографічна структура станом на 31 березня 2011 року:
|          | Загалом | Допрацездатний вік | Працездатний вік | Постпрацездатний вік |
| -------- | ------- | ------------------ | ---------------- | -------------------- |
| Чоловіки | 178     | 55                 | 112              | 11                   |
| Жінки    | 163     | 42                 | 103              | 18                   |
| Разом    | 341     | 97                 | 215              | 29                   |